# Dennis Anderson
Dennis Anderson (nascido em 16 de agosto de 1949) é um ex-político, antigo nível provincial, da província de Alberta, Canadá. Aos dezessete anos, Anderson participou de Rochdale College em Toronto e fundou o Centro de Crises de Drogas Rochdale. Ele continuou na defesa da causa da saúde mental desde então. Depois de Rochdale, ele passou vários anos na mídia, apresentando programas de rádio semanais sobre assuntos políticos atuais.

## Carreira política
Nascido em Edmonton, Anderson concorreu como candidato do Partido Conservador Progressista  nas eleições gerais de Alberta em 1979. Ele venceu no distrito eleitoral de Calgary-Currie, derrotando três outros candidatos. Ele foi reeleito para seu segundo mandato em 1982, ganhando o voto popular. Anderson concorreu para um terceiro mandato em 1986, vencendo mais uma vez, derrotando três outros candidatos, mas sua participação nos votos diminuiu.
Após a eleição, o Premier Don Getty indicou Anderson como o Ministro da Cultura, Multiculturalismo e Questões das Mulheres. Anderson ocupou esse cargo até 1987, quando assumiu o cargo de Ministro de Assuntos Municipais e Habitação. Ele correu para o seu quarto e último mandato nas eleições gerais de Alberta em 1989. Ele ganhou a eleição, derrotando dois outros candidatos. Após a eleição, Anderson foi nomeado como Ministro do Consumidor e Assuntos Corporativos, mantendo esse posto até Ralph Klein tornar-se Premier em 1992. Anderson também serviu como vice-líder da casa e principal líder dos comitês legislativos de Alberta sobre a constituição do Canadá e a reforma do Senado. Anderson se aposentou na dissolução da Legislatura de Alberta, em 1993.

## Vida atual
Depois de deixar a política, Anderson trabalhou na Rússia, ajudando cidades no desenvolvimento de sistemas democráticos; no Peru, estabelecendo justiça e a proteção dos direitos individuais; duas vezes na Ucrânia, observando as eleições; e, na Índia, aconselhando sobre saúde mental. Desde 2000, ele atuou como Cônsul Honorário, e agora Cônsul-Geral da Tailândia, responsável por Alberta, Saskatchewan e Manitoba. Comandante do Elefante Branco (Tailândia), ele recebeu também a Medalha do Companheiro (Tailândia).
Anderson atuou como presidente do Canadian Mental Health Association, em Alberta, e em sua executiva nacional. Ele foi diretor da Comissão de Saúde Mental do Canadá, e trabalhou em outras organizações de defesa de direitos da saúde mental, incluindo o Assured Income for the Severely Handicapped (AISH), que apoiava a provisão de benefícios financeiros e de saúde para os cidadãos de Alberta portadores de deficiência. Como o Comissário da Comissão da Polícia de Edmonton, de 2006 a 2012, e presidente de todas as Comissões de Polícia de Alberta, ele iniciou treinamento em saúde mental para a polícia.
Como presidente fundador do Aliança para a Doença Mental e a Saúde Mental de Alberta, Anderson uniu dezesseis organizações na governança da saúde mental. Ele foi conselheiro das organizações, incluindo o departamento de psiquiatria da Universidade de Alberta, ele foi fundador e presidente do Lieutenant Governor's Circle on Mental Health and Addictions,  e criou o Projeto Chimo de fornecendo terapia assistida por animais para pessoas com doença mental.

## Prêmios e homenagens
Anderson recebeu o prêmio de Herói por seu pioneirismo com o Projeto Chimo, bem como o prêmio Best West de melhor programa de rádio, a Juventude em Apuros. Um dos destinatários do Prêmio C. M. Hincks do Canadian Mental Health Association, ele também foi agraciado com a Medalha do Centenário de Alberta , a Medalha do Jubileu de Diamante da Rainha, Medalha Comemorativa do 125º Aniversário, e a Medalha  Soberano Canadense dos Voluntários.[carece de fontes?]

## Visões para o futuro
Anderson está atualmente planejando trabalhar com governos, hospitais, e outras agências na criação de um programa que usa animais para promover uma melhor saúde mental. Recentemente, ele entrou para o conselho diretor do Instituto Real para a Pesquisa em Saúde Mental em Ottawa.
Anderson receberá o título Honorário de Doutorado de Direito da Universidade de Alberta, em 2017.